# Коэн, Ларри
Ла́рри Ко́эн (англ. Larry Cohen; 15 июля 1936, Вашингтон-Хайтс, Манхэттен, Нью-Йорк — 23 марта 2019, Лос-Анджелес, Калифорния) — американский сценарист, продюсер и режиссёр, менее известен как актёр.

## Биография
Лоуренс Джордж Коэн родился 15 июля 1936 года в квартале Вашингтон-Хайтс на Манхэттене (Нью-Йорк), но рос в Бронксе, а затем в Кингстоне. Младшая сестра — Ронни (1946—2010), стала публицистом. Ларри с детства очень полюбил кино: он посещал кинотеатры минимум два раза в неделю, отдавая предпочтение фильмам жанра «крутой детектив» и «нуар», его любимым режиссёром был Майкл Кёртис. Учился на факультете киноведения в Городском колледже Нью-Йорка, который окончил в 1963 году.
С середины 1950-х годов Коэн начал работать на телесеть NBC. С 1958 года начал карьеру сценариста, с 1965 года выступал как продюсер, с 1972 года — как режиссёр.
В 1991 году был членом жюри кинофестиваля в Авориазе, в 1996 году — кинофестиваля в Жерармере.
В 2003 году Ларри Коэн и его коллега Мартин Полл подали в суд на кинокомпанию 20th Century Studios, обвиняя их в плагиате. По их заявлению, в 1993—1996 годах они несколько раз предлагали этой студии свой сценарий под названием Cast of Characters, но та отказалась его покупать. В 2003 году на экраны вышел успешный фильм «Лига выдающихся джентльменов», в сценарии которого истцы усмотрели явный плагиат их работы. Fox назвала это «абсурдной чепухой», но вопрос был решён в досудебном порядке.
Ларри Коэн скончался 23 марта 2019 года в городе Беверли-Хиллз (штат Калифорния) от рака.

### Личная жизнь
Ларри Коэн был женат дважды.
- 10 июня 1964 года он женился на малоизвестной продюсере, поэтессе, фотографе, композиторе и актрисе по имени Джанелл Уэбб. 1 января 1987 года последовал развод, от брака осталось двое детей[6] (к моменту заключения брака у Уэбб уже имелось трое детей)[4].
- После развода он женился на малоизвестной актрисе и психотерапевте[4] по имени Синтия Костас. Брак продолжался до самой смерти актёра, детей нет[7].

## Награды и номинации
Награды
- 1988 — Памятная награда Джорджа Пола[англ.][4]
- 2017 — «За пожизненные достижения» на Международном кинофестивале «Фантазия»

Номинации
- 1988 — Премия Эдгара Аллана По за сценарий к фильму «Бестселлер»
- 1991 — Fangoria Chainsaw Awards[англ.] в категории «Лучший сценарий» за фильм «Маньяк-полицейский 2»
- 1993 — Fangoria Chainsaw Awards в категории «Лучший сценарий» за фильм «Скорая помощь»

## Избранная фильмография

### Сценарист
- 1958 — Телевизионный театр Крафта / Kraft Television Theatre (2 эпизода)
- 1960 — Театр Зейна Грея[англ.] / Dick Powell’s Zane Grey Theatre (эпизод Killer Instinct)
- 1961 — Час United States Steel[англ.] / The United States Steel Hour (эпизод The Golden Thirty)
- 1961 — Сёрфсайд 6[англ.] / Surfside 6 (эпизод A Matter of Seconds[англ.])
- 1961 — Шах и мат[англ.] / Checkmate (эпизод Nice Guys Finish Last)
- 1963 — Медсёстры[англ.] / The Nurses (3 эпизода)
- 1963—1965 — Защитники / The Defenders (9 эпизодов)
- 1964—1965 — Беглец / The Fugitive (2 эпизода)
- 1965—1966 — Заклеймённый[англ.] / Branded (48 эпизодов, создатель)
- 1966 — Синий свет[англ.] / Blue Light (17 эпизодов, создатель)
- 1966 — Возвращение семёрки / Return of the Seven
- 1966 — Крысиный патруль[англ.] / The Rat Patrol (эпизод The Blind Man’s Bluff Raid)
- 1966 — У меня опасная работа[англ.] / I Deal in Danger
- 1967—1968 — Захватчики[англ.] / The Invaders (43 эпизода, создатель)
- 1969 — Папочка отправляется на охоту / Daddy’s Gone A-Hunting
- 1970 — Кондор[англ.] / El Condor
- 1972 — Кость[англ.] / Bone
- 1973 — Чёрный Цезарь[англ.] / Black Caesar
- 1973 — Беспорядки в Гарлеме[англ.] / Hell Up in Harlem
- 1973—1974 — Коломбо / Columbo (3 эпизода)
- 1974 — Оно живо / It’s Alive
- 1976 — Бог велел мне[англ.] / God Told Me To
- 1977 — Личное досье Джона Эдгара Гувера[англ.] / The Private Files of J. Edgar Hoover
- 1978 — Оно живо снова[англ.] / It Lives Again
- 1981 — Увидеть Китай и умереть[англ.] / See China and Die (т/ф)
- 1981 — Восход полной луны / Full Moon High
- 1982 — Суд — это я[англ.] / I, the Jury
- 1982 — Кью[англ.] / Q
- 1984 — Какой позор![англ.] / Scandalous
- 1984 — Спецэффекты[англ.] / Special Effects
- 1985 — Вкусная дрянь / The Stuff
- 1987 — Оно живо 3: Остров живых[англ.] / It’s Alive III: Island of the Alive
- 1987 — Жребий Салема 2: Возвращение в Салем / A Return to Salem’s Lot
- 1987 — Бестселлер / Best Seller
- 1987 — Смертельная иллюзия[англ.] / Deadly Illusion
- 1988 — Маньяк-полицейский / Maniac Cop
- 1989 — Злая мачеха[англ.] / Wicked Stepmother
- 1990 — Маньяк-полицейский 2 / Maniac Cop 2
- 1990 — Скорая помощь / The Ambulance
- 1992 — Маньяк-полицейский 3: Знак молчания / Maniac Cop III: Badge of Silence
- 1993 — Похитители тел / Body Snatchers
- 1993 — Виновен вне подозрений[англ.] / Guilty as Sin
- 1995 — Полиция Нью-Йорка / NYPD Blue (эпизод Dirty Socks[англ.])
- 1995 — Эксперт / The Expert (в титрах не указан)
- 1995 — Живая покойница[англ.] / As Good as Dead (т/ф)
- 1996 — Дядя Сэм / Uncle Sam (сразу-на-видео)
- 1996 — Вторжение в личную жизнь[англ.] / Invasion of Privacy
- 1996 — Расплата за грехи[англ.] / The Ex
- 1997 — Дитя убийцы[англ.] / Misbegotten
- 2002 — Телефонная будка / Phone Booth
- 2004 — Сотовый / Cellular
- 2007 — Похищение / Captivity
- 2008 — Связь[англ.] / Connected
- 2009 — Оно живо[англ.] / It’s Alive
- 2010 — Автоответчик: Удалённые сообщения / Messages Deleted

### Продюсер
- 1972 — Кость[англ.] / Bone
- 1973 — Чёрный Цезарь[англ.] / Black Caesar
- 1973 — Беспорядки в Гарлеме[англ.] / Hell Up in Harlem
- 1974 — Оно живо / It’s Alive
- 1976 — Бог велел мне[англ.] / God Told Me To
- 1977 — Личное досье Джона Эдгара Гувера[англ.] / The Private Files of J. Edgar Hoover
- 1978 — Оно живо снова[англ.] / It Lives Again
- 1981 — Увидеть Китай и умереть[англ.] / See China and Die (т/ф)
- 1981 — Восход полной луны / Full Moon High
- 1982 — Кью[англ.] / Q
- 1985 — Вкусная дрянь / The Stuff (исп.)
- 1987 — Оно живо 3: Остров живых[англ.] / It’s Alive III: Island of the Alive (исп.)
- 1987 — Жребий Салема 2: Возвращение в Салем / A Return to Salem’s Lot (исп.)
- 1988 — Маньяк-полицейский / Maniac Cop
- 1989 — Злая мачеха[англ.] / Wicked Stepmother (исп.)
- 1990 — Маньяк-полицейский 2 / Maniac Cop 2
- 1992 — Маньяк-полицейский 3: Знак молчания / Maniac Cop III: Badge of Silence (сопродюсер)
- 1995 — Живая покойница[англ.] / As Good as Dead (т/ф)

### Режиссёр
- 1972 — Кость[англ.] / Bone
- 1973 — Чёрный Цезарь[англ.] / Black Caesar
- 1973 — Беспорядки в Гарлеме[англ.] / Hell Up in Harlem
- 1974 — Оно живо / It’s Alive
- 1976 — Бог велел мне[англ.] / God Told Me To
- 1977 — Личное досье Джона Эдгара Гувера[англ.] / The Private Files of J. Edgar Hoover
- 1978 — Оно живо снова[англ.] / It Lives Again
- 1981 — Увидеть Китай и умереть[англ.] / See China and Die (т/ф)
- 1981 — Восход полной луны / Full Moon High
- 1982 — Кью[англ.] / Q
- 1984 — Спецэффекты[англ.] / Special Effects
- 1985 — Вкусная дрянь / The Stuff
- 1987 — Оно живо 3: Остров живых[англ.] / It’s Alive III: Island of the Alive
- 1987 — Жребий Салема 2: Возвращение в Салем / A Return to Salem’s Lot
- 1987 — Смертельная иллюзия[англ.] / Deadly Illusion
- 1989 — Злая мачеха[англ.] / Wicked Stepmother
- 1990 — Скорая помощь / The Ambulance
- 1995 — Живая покойница[англ.] / As Good as Dead (т/ф)
- 1996 — Горячий город[англ.] / Original Gangstas
- 2006 — Мастера ужасов / Masters of Horror (эпизод Pick Me Up)

### Актёр
- 1984 — Спецэффекты[англ.] / Special Effects — журналист (в титрах не указан)
- 1985 — Шпионы как мы / Spies Like Us — агент Помидорный Туз

В роли самого себя
- 2002 — Хулиганский кинематограф[англ.] / BaadAsssss Cinema
- 2005 — Сделай свой собственный чёртов фильм![англ.] / Make Your Own Damn Movie!
- 2009 — Американские кошмары[англ.] / Nightmares in Red, White and Blue
- 2019 — В поисках тьмы[англ.] / In Search of Darkness
- 2020 — В поисках тьмы: Часть 2[англ.] / In Search of Darkness: Part II